# Sancha d'Aragona (contessa di Tolosa)
Sancha di Aragona (Saragozza, 1186 – 1241) è stata una principessa spagnola, divenuta col matrimonio contessa consorte di Tolosa e marchesa di Provenza dal 1211 al 1241.

## Origine
Secondo la Ex Gestis Comitum Barcinonensium, era la figlia terzogenita del re d'Aragona Alfonso il Casto (1157-1196) e di Sancha di Castiglia (1154-1208), che secondo le Crónicas navarras (Crónicas navarras) e le Ex Gestis Comitum Barcinonensiu (Gesta comitum barchinonensium) era figlia del re di León e Castiglia Alfonso VII l'Imperatore e di Richenza di Polonia,
Secondo la Ex Brevi Historia Comitum Provinciæ e familia comitum Barcinonensium, Alfonso II d'Aragona era figlio della regina d'Aragona e contessa di Sobrarbe e Ribagorza, Petronilla e del principe d'Aragona e conte di Barcellona, Girona, Osona e Cerdagna, Raimondo Berengario IV che, secondo la Ex Brevi Historia Comitum Provinciæ e familia comitum Barcinonensium era figlio del conte di Barcellona, Girona, Osona e Cerdagna, Raimondo Berengario III e della contessa di Provenza e Gévaudan, Dolce I, figlia primogenita del Visconte di Millau, di Gévaudan, e di Carlat, Gilberto I di Gévaudan e della Contessa di Provenza, Gerberga (come ci viene confermato dalle Note dell'Histoire Générale de Languedoc, Tome II), figlia secondogenita del conte di Provenza, Goffredo I e della moglie Stefania o Dolce (?- dopo il 1096, anno in cui Stefania fece una donazione per l'anima del figlio Bertrando), come viene riportato a pagina 529 delle Note dell'Histoire Générale de Languedoc, Tome II; secondo lo storico Szabolcs de Vajay, Stefania era viscontessa di Marsiglia, figlia del visconte di Marsiglia, Guglielmo II.

## Biografia
Secondo la Crónica de San Juan de la Peña, suo fratello, il re d'Aragona, Pietro II, dopo aver sposato le sue due altre sorelle, riuscì a combinare il matrimonio, tra la terza (ed ultima), Sancha e l'erede della contea di Tolosa, Raimondo, figlio del conte Raimondo VI, che era già suo cognato, avendo sposato, nel 1203 l'altra sorella di Pietro II, Eleonora d'Aragona (1182-1226).
Secondo la nota CXX della  Histoire Générale de Languedoc avec des Notes, Tome II, il matrimonio, ma molto più probabilmente, l'impegno di matrimonio (Raimondo aveva circa sei anni) era avvenuto nel 1203. Il matrimonio venne celebrato, nel 1210 come ci informa la Chronique de Maître Guillaume de Puylaurens sur la guerre des Albigeois. Raimondo VII era il figlio maschio primogenito del conte di Tolosa, marchese di Provenza e duca di Narbona, Raimondo VI e di Giovanna d'Inghilterra (come risulta dagli Annales de Burton), che secondo la Chronique de Robert de Torigny, tome I era la (settima) figlia del re d'Inghilterra Enrico II Plantageneto (1133-1189) e di Eleonora, duchessa d'Aquitania (1122-1204).
Con questo matrimonio, Sancha divenne anche la nuora di sua sorella maggiore, Eleonora d'Aragona, che, nel 1203, ponendo fine ai dissidi tra la casa d'Aragona ed i conti di Tolosa, aveva sposato Raimondo VI, sia secondo il continuatore di Guglielmo di Tiro, nel Recueil des historiens des croisades. Historiens occidentaux, che la Crónica de San Juan de la Peña (secondo la Histoire Générale de Languedoc avec des Notes, Tome V, il matrimonio, ma più probabilmente l'impegno di matrimonio avvenne nel 1200).
Questo secondo matrimonio venne concluso per rafforzare ancora di più i rapporti e l'alleanza militare per far fronte alla Crociata Albigese indetta dal papa Innocenzo III contro Raimondo VI. 

Il 13 novembre 1218, Sancia, secondo la Histoire Générale de Languedoc avec des Notes, Tome V, a nome del suocero Raimondo VI, confermò i privilegi alla città di Nîmes.
Nel 1222, alla morte del suocero, Raimondo VI,suo marito gli succedette come Raimondo VII, nei titoli di conte di Tolosa, duca di Narbona e marchese di Provenza, continuò a combattere i Crociati della Crociata albigese, che furono sconfitti da lui ed dal suo alleato il conte di Foix Ruggero Bernardo il Grande e , poco dopo, la guerra praticamente terminò, con sconfitta dei Crociati.
Dopo due anni di relativa pace e dopo i grandi concili di Parigi e di Bourges, il nuovo re di Francia, Luigi VIII ottenne la scomunica del nuovo conte, Raimondo VII, e lanciò la crociata, nel 1226, dichiarando che tutte le terre conquistate agli eretici appartenevano di diritto alla corona di Francia e organizzò la Linguadoca come un dominio della Francia.
A trarne però i frutti fu Luigi IX, succeduto al padre nel 1226. Nel 1228 vi fu l'ennesimo assedio di Tolosa, che si concluse con la presa della città e la distruzione delle sue fortificazioni.
Nel 1229 i principali antagonisti giunsero ad un compromesso. La contea di Tolosa ed il marchesato di Provenza, privata dei territori del ducato di Narbona e della viscontea di Nîmes e dei territori che erano entro i confini dell'impero perduti da Raimondo VI, nel 1215 (questi ultimi, Avignone ed il Contado Venassino, Raimondo VII li dovette cedere definitivamente alla chiesa), rimasero al conte Raimondo VII, però vassallo della Francia, con l'impegno di maritare la sua unica erede, Giovanna, al fratello del re Luigi IX, Alfonso (Il matrimonio tra Giovanna e Alfonso, secondo la Chronique de Guillaume de Nangis, fu poi celebrato nel 1241).
Nel 1241 Sancha, che non era riuscita a metter al mondo altri eredi, ma soprattutto non avrebbe più potuto dargli un erede maschio (Sancha aveva 55 anni) e anche perché l'alleanza tra Tolosa e Aragona non era più necessaria per Raimondo, venne messa da parte dal marito che divorziò da lei e si fidanzò (il contratto di fidanzamento secondo lo Spiciliegium Tome III, p. 621, fu redatto l'11 agosto 1241) con Sancha di Provenza, figlia terzogenita del conte di Provenza e conte di Forcalquier, Raimondo Berengario IV (1198 – 1245).
Di Sancha non si conosce la data esatta della sua morte, che avvenne pochi mesi dopo il divorzio.

## Figli
Sancha a Raimondo VII diede un'unica figlia:
- Giovanna[25](1220-1271), contessa di Tolosa e marchesa di Provenza, sposò nel 1241 Alfonso conte di Poitiers (1220-1271), fratello del re di Francia, Luigi il santo.

## Ascendenza
|                                      |                      |                         | Genitori                     |  |  | Nonni |  |  | Bisnonni                              |  |  | Trisnonni                            |  |
|                                      |                      |                         |                              |  |  |       |  |  | Raimondo Berengario III di Barcellona |  |  | Raimondo Berengario II di Barcellona |  |
|                                      |                      |                         |                              |  |  |       |  |  | Raimondo Berengario III di Barcellona |  |  | Raimondo Berengario II di Barcellona |  |
|                                      |                      | Matilde d'Altavilla     |                              |  |  |       |  |  | Raimondo Berengario III di Barcellona |  |  |                                      |  |
| Raimondo Berengario IV di Barcellona |                      |                         |                              |  |  |       |  |  | Raimondo Berengario III di Barcellona |  |  |                                      |  |
|                                      |                      | Dolce I di Provenza     | Gilbert I, conte di Gévaudan |  |  |       |  |  |                                       |  |  |                                      |  |
|                                      |                      | Dolce I di Provenza     | Gilbert I, conte di Gévaudan |  |  |       |  |  |                                       |  |  |                                      |  |
|                                      |                      | Dolce I di Provenza     | Gerberga di Provenza         |  |  |       |  |  |                                       |  |  |                                      |  |
| Alfonso II d'Aragona                 |                      | Dolce I di Provenza     |                              |  |  |       |  |  |                                       |  |  |                                      |  |
|                                      |                      | Ramiro II di Aragona    | Sancho Ramírez di Aragona    |  |  |       |  |  |                                       |  |  |                                      |  |
|                                      |                      | Ramiro II di Aragona    | Sancho Ramírez di Aragona    |  |  |       |  |  |                                       |  |  |                                      |  |
|                                      |                      | Ramiro II di Aragona    | Felicia di Roucy             |  |  |       |  |  |                                       |  |  |                                      |  |
| Petronilla di Aragona                |                      | Ramiro II di Aragona    |                              |  |  |       |  |  |                                       |  |  |                                      |  |
|                                      |                      | Agnese d'Aquitania      | Guglielmo IX d'Aquitania     |  |  |       |  |  |                                       |  |  |                                      |  |
|                                      |                      | Agnese d'Aquitania      | Guglielmo IX d'Aquitania     |  |  |       |  |  |                                       |  |  |                                      |  |
|                                      |                      | Agnese d'Aquitania      | Filippa di Tolosa            |  |  |       |  |  |                                       |  |  |                                      |  |
| Sancha d'Aragona                     |                      | Agnese d'Aquitania      |                              |  |  |       |  |  |                                       |  |  |                                      |  |
|                                      | Raimondo di Borgogna | Guglielmo I di Borgogna |                              |  |  |       |  |  |                                       |  |  |                                      |  |
|                                      | Raimondo di Borgogna | Guglielmo I di Borgogna |                              |  |  |       |  |  |                                       |  |  |                                      |  |
|                                      | Raimondo di Borgogna | Etiennette de Longuy    |                              |  |  |       |  |  |                                       |  |  |                                      |  |
| Alfonso VII di León                  | Raimondo di Borgogna |                         |                              |  |  |       |  |  |                                       |  |  |                                      |  |
|                                      |                      | Urraca I di León        | Alfonso VI di León           |  |  |       |  |  |                                       |  |  |                                      |  |
|                                      |                      | Urraca I di León        | Alfonso VI di León           |  |  |       |  |  |                                       |  |  |                                      |  |
|                                      |                      | Urraca I di León        | Costanza di Borgogna         |  |  |       |  |  |                                       |  |  |                                      |  |
| Sancha di Castiglia                  |                      | Urraca I di León        |                              |  |  |       |  |  |                                       |  |  |                                      |  |
|                                      |                      | Ladislao II l'Esiliato  | Boleslao III di Polonia      |  |  |       |  |  |                                       |  |  |                                      |  |
|                                      |                      | Ladislao II l'Esiliato  | Boleslao III di Polonia      |  |  |       |  |  |                                       |  |  |                                      |  |
|                                      |                      | Ladislao II l'Esiliato  | Zbyslava di Kiev             |  |  |       |  |  |                                       |  |  |                                      |  |
| Richenza di Polonia                  |                      | Ladislao II l'Esiliato  |                              |  |  |       |  |  |                                       |  |  |                                      |  |
|                                      |                      | Agnese di Babenberg     | Leopoldo III di Babenberg    |  |  |       |  |  |                                       |  |  |                                      |  |
|                                      |                      | Agnese di Babenberg     | Leopoldo III di Babenberg    |  |  |       |  |  |                                       |  |  |                                      |  |
|                                      |                      | Agnese di Babenberg     | Agnese di Waiblingen         |  |  |       |  |  |                                       |  |  |                                      |  |
|                                      |                      | Agnese di Babenberg     |                              |  |  |       |  |  |                                       |  |  |                                      |  |

### Fonti primarie
- (LA)  Histoire Générale de Languedoc avec des Notes, tome V.
- (LA)  Rerum Gallicarum et Francicarum Scriptores, tomus XII.
- (LA)  Cartoulaire de Marseille Saint-Victor Tome I.
- (LA)  Annales Monastici Vol. I.
- (LA)  Chronique de Robert de Torigny, Tome I.

### Letteratura storiografica
- E. F. Jacob, Innocenzo III, in Storia del mondo medievale, vol. V, 1999, pp. 5–53
- Austin Lane Poole, L'interregno in Germania, in Storia del mondo medievale, vol. V, 1999, pp. 128–152
- Frederik Maurice Powike, I regni di Filippo Augusto e Luigi VIII di Francia, in Storia del mondo medievale, vol. V, 1999, pp. 776–828
- Charles Petit-Dutaillis, Luigi IX il Santo, in Storia del mondo medievale, vol. V, 1999, pp. 829–864
- Paul Fournier, Il regno di Borgogna o di Arles dall'XI al XV secolo, in Storia del mondo medievale, vol. VII, 1999, pp. 383–410
- (FR)  Histoire Générale de Languedoc avec des Notes, Tome V.
- (FR)  Recueil des historiens des croisades. Historiens occidentaux.
- (FR)  Chronique de Guillaume de Puylaurens.
- (FR)  Chronique de Guillaume de Nangis.
- (FR) Histoire générale de Languedoc, Notes, tomus II, su gallica.bnf.fr.
- (ES)  Crónica de San Juan de la Peña.